# Epiphragma (Eupolyphragma) cinereinotum
Epiphragma (Eupolyphragma) cinereinotum is een tweevleugelige uit de familie steltmuggen (Limoniidae). De soort komt voor in het Oriëntaals gebied.